# ریچارد استنلی پیترز
ریچارد استنلی پیترز (به انگلیسی: Richard Stanley Peters) (زاده ۳۱ اکتبر ۱۹۱۹ - مرگ ۳۰ دسامبر ۲۰۱۱) یکی از فلاسفه حوزه فلسفه تحلیلی تعلیم و تربیت و پیشرو مکتب لندن است. مطابق با دیدگاههای پیترز، در فرایند تعلیم و تربیت، پرورش عقلانیت متربی در درجه اول اهمیت قرار دارد تا جایی که آن را هدف تعلیم و تربیت می داند و دستیابی به این هدف را منوط به کسب صور متفاوت تجریه و دانش می کند که این صور با هم مرتبط هستند و از طریق به کارگیری روش گفتگو در هر زمان ومکان کسب می شوند.